# گابریل بونتمپو
گابریل بونتمپو (انگلیسی: Gabriel Bontempo؛ زادهٔ ۱۶ ژانویهٔ ۲۰۰۵) بازیکن فوتبال اهل برزیل است که در حال حاضر برای سانتوس در پست هافبک بازی می‌کند.
وی همچنین در تیم‌های ملی فوتبال زیر ۲۰ سال برزیل بازی کرده است.

## دوران باشگاهی
او در یوبرابا، میناس گرایس به دنیا آمد. بونتمپو در سال ۲۰۱۶ پس از یک دوره آزمایشی در زادگاهش، به بخش آکادمی باشگاه فوتبال سانتوس پیوست. در ۸ ژوئیهٔ ۲۰۲۲، او نخستین قرارداد حرفه‌ای خود را با باشگاه امضا کرد و با یک قرارداد سه‌ساله به توافق رسید.
در ۳۰ ژوئن ۲۰۲۴، بونتمپو برای سری بی ۲۰۲۴ در فهرست تیم اول ثبت شد. در ۱۳ اکتبر، او قراردادش را تا دسامبر ۲۰۲۶ تمدید کرد.
بونتمپو نخستین بازی خود را برای تیم اصلی در ۲۵ ژانویهٔ ۲۰۲۵ انجام داد و در باخت ۲–۱ خارج از خانه در کمپئوناتو پائولیستا برابر ولا کلوبه در ترکیب اصلی قرار گرفت. او نخستین گل حرفه‌ای خود را هفت روز بعد به ثمر رساند و گل دوم تیمش را در پیروزی خانگی ۳–۱ برابر سائو پائولو زد.

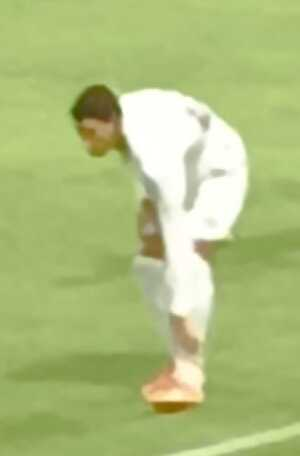
بونتمپو در حال بازی برای باشگاه فوتبال سانتوس در سال ۲۰۲۵

در ۴ فوریهٔ ۲۰۲۵، باشگاه فوتبال سانتوس تمدید قرارداد بونتمپو تا پایان سال ۲۰۲۷ را اعلام کرد. در ۵ مه، او قرارداد خود را تا سال ۲۰۲۸ تمدید کرد.

## دوران ملی
در ۲۲ ژوئیهٔ ۲۰۲۵، بونتمپو و هم‌تیمی‌اش در باشگاه فوتبال سانتوس، لوکا میرلس، به تیم ملی فوتبال زیر ۲۰ سال برزیل برای دو بازی دوستانه مقابل تیم ملی فوتبال زیر ۲۰ سال پاراگوئه دعوت شدند.